# Controllore (strumento)

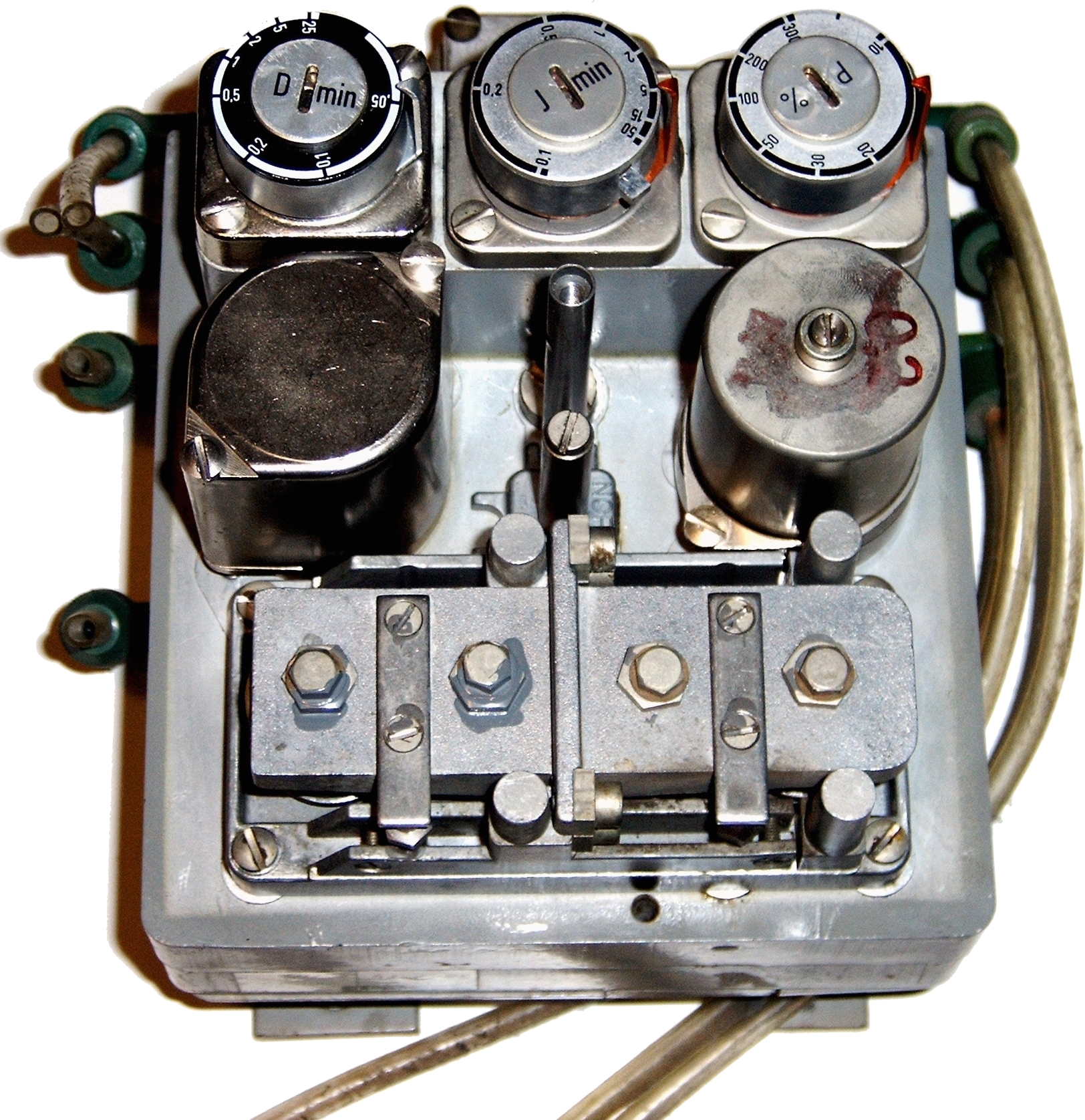
Controllore pneumatico con azione PID.

Il controllore (o regolatore, o compensatore dinamico) è l'organo che determina l'andamento delle variabili di controllo in un problema di controllo automatico.
Per agire in maniera opportuna sul processo, ogni controllore deve necessariamente avere delle informazioni sul segnale di riferimento; infatti, l'obiettivo del controllore, nell'esercizio dell'azione di controllo, è quello di far sì che l'andamento della variabile controllata non si discosti troppo dall'andamento del segnale di riferimento stesso.
Quando il controllore possiede informazioni solo sul segnale di riferimento, o eventualmente anche sul disturbo, si dice "in anello aperto" (in inglese feedforward). Se il controllore invece possiede anche informazioni sulla variabile controllata (o eventualmente su variabili dipendenti da quella controllata) si dice "in anello chiuso" o in retroazione (in inglese feedback). Se tale informazione è parziale, si ricorre ad un osservatore dello stato che produce una stima delle variabili controllate istante per istante.
L'applicazione tipica si ha in presenza di un sistema dinamico lineare stazionario, per il quale si vogliono ottenere diversi tipi di stabilità, come la stabilità interna o quella esterna. Facendo riferimento ai sistemi causali, ovvero nei sistemi in cui le uscite non dipendono dai valori futuri degli ingressi, la funzione di trasferimento ha un polinomio a denominatore di grado non inferiore al grado del polinomio a numeratore. Se gli zeri del polinomio al denominatore, che sono i poli della funzione di trasferimento, appartengono al semipiano a parte reale positiva del piano complesso, il sistema è instabile e la risposta all'impulso tende ad un valore infinito al crescere del tempo.
Se invece i poli della funzione di trasferimento appartengono al semipiano a parte reale negativa del piano complesso, il sistema è asintoticamente stabile e la risposta impulsiva tende asintoticamente a zero al crescere del tempo. Se, infine, i poli della funzione di trasferimento appartengono alla retta verticale a parte reale nulla del piano complesso ed hanno molteplicità singola, il sistema è semplicemente stabile e la risposta all'impulso è maggiorata in valore assoluto da un certo valore al crescere del tempo.
Per determinare come variano le posizioni dei poli e degli zeri al variare dei guadagni e di altre caratteristiche associate al regolatore che si vuole progettare per stabilizzare il sistema, si usano particolari grafici, quali ad esempio il diagramma di Bode, il diagramma di Nyquist e il luogo delle radici.